# Stupbacktjärnen (Arvidsjaurs socken, Lappland, 729947-166211)
Stupbacktjärnen är en sjö i Arvidsjaurs kommun i Lappland och ingår i Åbyälvens huvudavrinningsområde.